# 聖佩爾峰
45°16′44″N 06°36′57″E / 45.27889°N 6.61583°E
聖佩爾峰（法語：Roc des Saints-Pères），是法國的山峰，位於該國東北部奧文尼-隆-阿爾卑斯大區，由薩瓦省負責管轄，屬於瓦努瓦斯山的一部分，海拔高度3,470米。